# El asesino de Rosemary
El asesino de Rosemary es una película de terror de 1981, dirigida por Joseph Zito. Cuenta con los efectos especiales y maquillaje de Tom Savini. Fue protagonizada por Vicky Dawson, Christopher Goutman, Lawrence Tierney, Farley Granger, Cindy Weintraub, Lisa Dunsheath, David Sederholm, Thom Bray, Diane Rode, Bryan Englund y Donna Davis.

## Argumento
Un noticiero informa que miles de veteranos regresan a Estados Unidos en un barco británico, luego que su deber en la Segunda Guerra Mundial ha finalizado. La siguiente escena muestra una carta de 1944, en la cual una joven llamada Rosemary (Joy Glaccum) termina la relación con su novio que fue a la guerra, argumentando que ya no lo puede esperar más. La noche del 28 de junio de 1945, el pueblo de Avalon Bay celebra un baile de graduación. Entre los asistentes está Rosemary, quien va a un lago cercano junto a su nuevo novio Roy (Timothy Wahrer) para estar a solas. Mientras están besándose, los jóvenes son atacados y asesinados por alguien vestido como soldado. El asesino abandona el lugar dejando una rosa roja en la mano de Rosemary.
El 28 de junio de 1980, el pueblo vuelve a organizar un baile de graduación, lo que no se había hecho desde el crimen que había ocurrido 35 años atrás. La prohibición había sido orden del alcalde Chatham (Lawrence Tierney), quien era el padre de Rosemary. Pam MacDonald (Vicky Dawson), encargada de la organización del evento, va donde el comisario George Fraser (Farley Granger) para hablar del baile. En la estación de policía descubre que la tienda de un pueblo cercano fue robada, y los policías creen que el delincuente podría ir a Avalon Bay. El comisario le resta importancia al asunto y pone a cargo de la estación al oficial Mark London (Christopher Goutman), mientras él se va de pesca.
Mientras Pam y sus amigas se alistan para el baile, un hombre vestido de soldado también se prepara. Luego que la joven sale de su casa en dirección a la fiesta, el individuo entra y asesina a dos de sus amigos, Sherry y Carl. En el baile, Pam mancha su vestido con ponche y regresa a casa para cambiarse de ropa. Al llegar encuentra al asesino, quien estaba con su rostro cubierto. El soldado la persigue pero la joven logra escapar de la casa, encontrándose con el alcalde Chatham que está en una silla de ruedas. La joven le cuenta lo sucedido a Mark y el policía va a investigar. Dado que el dormitorio está con la puerta cerrada, Mark no ve los cadáveres de Sherry y Carl, encontrando solamente huellas de botas y de silla de ruedas en el patio.
Pam y Mark van a la casa del alcalde Chatham, pero está vacía. Los jóvenes entran y Pam descubre un viejo álbum fotográfico, en cuyo interior hay unas fotografías de su hija y una rosa. Pam y Mark regresan al baile e informan del merodeador a una profesora, quien le ordena a los asistentes que no salgan del edificio hasta que haya más claridad acerca del asunto. Sin embargo, el anuncio no es escuchado por Lisa, quien había salido minutos antes para nadar en la piscina. La joven es atacada y asesinada por el soldado. Mientras tanto, Pam y Mark llevan al novio de Lisa a la estación de policía, dado que estaba ebrio y violento. Luego de esto van al cementerio, ya que les informaron que alguien había entrado sin permiso al lugar. Allí encuentran que la tumba de Rosemary Chathman fue abierta, y en el ataúd pusieron el cadáver de Lisa.
Mark intenta contactarse con el comisario pero sin éxito. Tras esto, Mark y Pam vuelven a la casa del alcalde Chatham para inspeccionarla. Mientras revisan las habitaciones, Mark es aturdido por un golpe del soldado. Al ver un collar colgando de la chimenea, Pam echa un vistazo y descubre que correspondía al esqueleto de Rosemary. La joven es estacada por el soldado, quien la persigue por la casa. Antes de ser acuchillada por el soldado, Pam es rescatada por un habitante del pueblo llamado Otto, quien le dispara al asesino. Sin embargo, el soldado vuelve a levantarse y mata a Otto. El asesino forcejea con Pam en el suelo y la joven descubre que es el comisario Fraser. Tras esto, Pam toma una escopeta y lo mata.
Al día siguiente, Pam regresa a su dormitorio y escucha que la ducha aún sigue corriendo. La joven entra al baño y ve los cadáveres de Sherry y Carl en la ducha. Entonces, Carl extiende su brazo hacia Pam e intenta agarrarla, ante lo cual la joven grita.

## Reparto
- Vicky Dawson	    ... 	Pam MacDonald
- Christopher Goutman   ... 	Mark London
- Lawrence Tierney	    ... 	Alcalde Chatham
- Farley Granger	    ... 	Comisario George Fraser
- Cindy Weintraub	    ... 	Lisa
- Lisa Dunsheath	    ... 	Sherry
- David Sederholm	    ... 	Carl
- Bill Nunnery	    ... 	Encargado del hotel
- Thom Bray	            ... 	Ben
- Diane Rode	    ... 	Sally
- Bryan Englund	    ... 	Paul
- Donna Davis	    ...         Srita. Allison
- Carleton Carpenter    ... 	1945 M.C
- Joy Glaccum	    ... 	Francis Rosemary Chatham
- Timothy Wahrer	    ...         Roy
- John Seitz	    ...         Pat Kingsley
- Bill Hugh Collins	    ... 	Otto
- Dan Lounsbery	    ... 	Turner
- Douglas Stevenson	    ... 	Joven Kingsley
- Susan Monts	    ... 	Novia del joven Kingsley
- Peter Giuliano	    ... 	El Soldado
- Jonathan Sachar	    ... 	Mike

## Recepción
En 2017, la revista Complex la ubicó en el lugar número 24 de las mejores películas slasher de la historia. Al año siguiente, Paste la incluyó en su lista de los 50 mejores slashers de todos los tiempos, específicamente en el puesto 26. En tanto, el asesino fue elegido por LA Weekly como el undécimo mejor villano de la historia de aquel subgénero cinematográfico.